# Рахимуллин, Дамир Ильдусович
Дамир Ильдусович Рахимуллин (род. 11 августа 1998, Пермь) — российский хоккеист, нападающий. Мастер спорта России (2023).

## Биография
Отец Ильдус (род. 1962) в 1980-х годах играл в первой лиге за пермский «Молот», старший брат Егор также хоккеист.
Воспитанник «Молота», с 2015 года — в системе тольяттинской «Лады». Провёл три сезона (2015/16 — 2017/18) в команде МХЛ «Ладья». В середине февраля 2017 года дебютировал в КХЛ, проведя два матча. В следующем сезоне сыграл 22 встречи. 7 июня 2018 был признан неограниченно свободным агентом и через неделю подписал двусторонний двухлетний контракт с «Сочи». В сезоне 2019/20 также провёл шесть матчей за «Тамбов» в ВХЛ, затем игрок команд ВХЛ «Рубин» (2020/21, с 2025), «Металлург» Новокузнецк (2020/21 — 2022/23), «Югра» (2023/24), «Молот» (2024).
В начале карьеры отмечался регулярными драками, удалениями и дисквалификациями.